# سنگ‌چشم‌نمای تاج‌خاکستری
سنگ‌چشم‌نمای تاج‌خاکستری (نام علمی: Laniellus langbianis) یک پرنده گنجشک‌سان از تیرهٔ توکایان خندان (Leiothrichidae) است. این بومی در ویتنام است، جایی که توزیع بسیار محدودی در فلات دالات دارد. همچنین در سال ۲۰۱۵ در مرکز ویتنام در فلات کونتوم دیده شده و به‌طور مستقل بررسی شده است، جایی که ممکن است فراوان‌تر باشد. زیستگاه طبیعی آن جنگل‌های همیشه‌سبز پهن‌برگ دست‌نخورده و جنگل‌های ثانویه است که معمولاً در نزدیکی آبراهه‌ها بین ۹۱۰ تا ۱۴۵۰ متر بالاتر از سطح دریا قرار دارند.
این گونه با از دست دادن زیستگاه تهدید می‌شود، اگرچه این گونه گریزان است و به آسانی نادیده گرفته می‌شود، به طوری که در گذشته به شدت در معرض خطر انقراض تلقی می‌شد.